# Твердовська Любов Петрівна
Любов Петрівна Твердовська — український педагог, краєзнавець, дослідник.

## Біографія
Народилася 14 червня 1959 року в Астраханській області (СРСР, РРФСР), с. Караульне Камизяцького району, в сім'ї, де особливо шанувалась вчительська професія.
У 1977 році закінчила Астраханський морський рибопромисловий технікум, в 1983- Астраханський інститут рибної промисловості і господарства. За освітою — інженер-економіст.
Після закінчення ВНЗ була направлена на роботу в риболовецький колгосп «Свідомість» Миколаївського рибколгоспсоюзу, де 16 років працювала економістом. У ті часи рибколгоспи працювали дуже активно, а рибколгосп «Свідомість» Очаківського рибокомбінату Херсонського раднаргоспу був відомий на всю країну. У 1985 році зайняв 3-е місце в соціалістичному змаганні серед усіх рибколгоспів СРСР. Тут працювало близько 200 чоловік, колгосп мав 14 промислових баркасів (діяв до 2000 року).
Після розвалу колгоспної системи з 1995 року Л. П. Твердовська вчителює.
Дослідження історії Кінбурна стало її головним захопленням. З 2012 року — активно дописує до періодичних видань. Автор історико-етнографічного нарису «Історичними стежками Кінбурнської коси» (2015, 2016), «Хроніки землі Кінбурнської»(2019), укладач «Книги пам'яті Покровської сільської ради Очаківського району Миколаївської області. Друга світова війна в історії Кінбурнської коси»
(2019).

## Педагогічна діяльність
Л. П. Твердовська викладає у Василівській ЗОШ І — ІІІ ст. Очаківського району Миколаївської області. Прагне навчити учнів любити свій рідний край, місце, де вони народилися і живуть. Викладання в кінбурнських школах завжди велося тільки українською мовою."Сучасні діти не можуть повірити в те, яке бурхливе життя вирувало на Кінбурнському півострові", — зазначає вчителька. На фотографії випускників Кінбурнської школи 50-60-х років XX століття всі стоять у вишиванках.
У 2015 році виборола першість у номінації «Загальна середня освіта» на обласному конкурсі «Кращий педагогічний працівник» З 2012 року співпрацює з газетами «Чорноморська зірка» і «Южная правда», де публікує свої розвідки з історії Кінбурну. Має низку краєзнавчих досліджень з історії кінбурнського півострова, до яких залучає школяпів.
У 2015 році учні Василівської школи — автори проекту «Жива мова Кінбурна» Передрій Лілія, Агафонова Варвара, Твердовський Іван, Свистуха Дар'я, Лахтіонова Діана, Лагун Владислав під керівництвом Л. П. Твердовської стали переможцями ХІХ обласного конкурсу молодих літераторів Миколаївщини «Золота арфа». Разом з учнями Любов Петрівна накопичувала матеріали стосовно особливостей будівництва житла, рибальства, солевидобутку на косі, вивчала походження топонімів, історію суто кінбурнських лексем і словосполучень.

## Дослідницька діяльність
Перша книга Любов Петрівни під назвою «Історичними стежками Кінбурнської коси» була видана в місті Миколаєві 2015 року за спонсорські кошти, перевидана в Миколаївському видавництві «Іліон» в рамках обласної Програми підтримки вітчизняного книговидання, книгорозповсюдження та популяризації української книги.
У книзі йдеться про історію Кінбурнської коси від античних часів до сучасності. Систематизовано відомості з архівних документів, книг, публікацій, виданих у різні часи, а також наводяться легенди, перекази, розповіді корінних мешканців Кінбурну. Дослідниця висловлює свої погляди на історичні події, що відбувалися на півострові у різні часи. Наведено ряд фактів та подій відомих лише місцевим жителям цього краю, і не зустрічаються в інших дослідженнях. Незвичайна історія. Півострова корисна для науковців, краєзнавців, туристів і молоді.
Презентація другого видання книги «Історичними стежками Кінбурнської коси» проходила в обласному краєзнавчому музе «Старофлотські казарми» (м. Миколаїв) . Серед зацікавлених глядачів були історики, етнографи, відомі краєзнавці, представники видавництв, обласної преси, цінителі історії Миколаївщини.
У дослідження увійшли і творчі пошукові роботи учнів Василівської школи, що були виконані під керівництвом Л. П. Твердовської.
На основі архівних документів, переказів корінних мешканців Кінбурну йдеться про самобутній куточок Миколаївщини, висуваються цікаві припущення щодо його історії, описуються особливостя побуту його жителів.
Багато років Л. П. Твердовська збирає фото земляків, предмети побуту, одяг, які стали основою виставки «Кінбурн: вони так жили (побут та промисли ХІХ — початку ХХ століття)» у Очаківському військово-історичному музеї ім. О. В. Суворова. Більшу частину зібрання залишено на постійне зберігання у музеї.
Цікаву інформацію, зібрану і опрацьовану дослідницею, можна знайти в книзі «Хроніки землі Кінбурнської». На сторінках книги вміщено фотодокументи, котрі розповідають про будні мешканців Кінбурна, риболовецькі баркаси, фелюги, про випас отар — овець було дуже багато.
Значна частина книги присвячена військовим рокам, окупації Кінбурна румунськими військами в 1941-43 рр. Оборона півострова тривала більше місяця — важливо було не підпустити ворога до Одеси. Але утримати півострів не вдалося. У кінбурнських водах загинуло понад 100 кораблів — ось чому через навіть 75 років в морі продовжують знаходити снаряди. Дослідниця наводить дані за 10 червня 2013 року: знешкоджено 6227 одиниць вибухонебезпечних предметів, піднятих водолазами з мінного загороджувача «Колгоспник», який затонув у 1941 році під час бомбардування в Ягорлицькій затоці. Всього на фронт було призвано 696 жителів Кінбурна, загинули 325 осіб.
Після війни великі рибколгоспи півдня України поповнилися сейнерами — це були суда, передані румунами. Вони вели промисел у Чорному та Азовському морях, біля берегів Кавказу.
В кінці XIX століття рибалки ловили в кінбурнських водах білугу, осетра, рибця, камбалу, кефаль, судака, коропа, ляща.
Електрифікація кінбурнських сіл почалася тільки в 1961 році.
У 1978—1990 роках на Покровській косі на Кінбурні було побудовано Ягорлицьке дослідне мідійно-устричне підприємство, де займалися експериментальним вирощуванням устриць, мідій, а потім — осетрових і водоростей. Після війни жителі тримали 698 голів великої рогатої худоби, з них — понад 400 корів, тобто в 4 рази більше, ніж сьогодні. На світлинах — видобуток кефалі, перший післявоєнний трактор. Коса раніше славилася кавунами, їх ще татари почали вирощувати.
Матеріали до "Книга пам"яті…" збирались не одним поколінням випускників Василівської школи. Понад 15 років з ініціативи Л. П. Твердовської і при підтримці голови сільради Г. М. Агафонова щкола збирала і накопичувала відомості про героїв-земляків. Більшість загиблих прожили недовгий вік. Із сіл Покровської сільської ради пішло на фронт 708 чоловік, на полях битв навіки залишилося 333 воїни. Покровка втратила 136 жителів, Покровське — 127, Василівка — 70. Їхні біографії вкладаються в кілька рядків, але їхнє життя заслуговує на вічну пам'ять. У Книзі подано відомості про поховання загиблих воїнів на території сіл Покровської сільської ради з використанням архівів Покровської сільради і спогадів жителів. Окремо представлено інформацію про початок оборонних боїв на Кінбурнському півострові, хронологія боїв у вересні 1942 року, відомості про особовий склад монітору «Ударний», який загинув 19-20 вересня від нападу німецької авіації в районі Кінбурнської коси, про особовий склад мінного загороджувача «Колхозник», які загинули 21 вересня 1041 року біля берегів с. Покровка, про особовий склад 70 і 71 гвардійських стрілецьких полків 24 гвардійської стрілецької дивізії, який загинув під час боїв за визволення с. Покровські Хутори Очаківського району Миколаївської області та ін. Подано відомості про місцевих жителів Кінбурнської коси, які брали участь у русі опору під час окупації півострова і про загиблих під час боїв за визволення сіл Кінбурнської коси від румунської окупації у листопаді 1943 року.
Окреме учнівське дослідження присвячене окупаційному режимові на території півострова, визвольним боям на косі. У Книзі пам'яті представлено інформацію про учасників бойових дій із сіл півострова, а також земляки, які не повернулися з війни.
Окремим розділом представлено фотодокументи.
Останнім часом море все частіше вимиває на береги півострова свідчення військових дій навколо півострова. З 13 до 17 травня 2019 року піротехніки провели роботу щодо обстеження акваторій Чорного моря, продовжили розмінування мінного загороджувача, залишки якого знаходяться на відстані 200 м від берега. Учні місцевої школи були запрошені на зустріч з військовими спеціалістами, під час якої пройшли навчання щодо поводженні з вибухонебезпечними пристроями

## Громадська діяльність
Шість скликань поспіль обиралась депутатом Покровської сільради Очаківського району.

## Відзнаки
- Грамота департаменту освіти, молоді та спорту Миколаївської ОДА[11]
- Почесна грамота віддідлу освіти, молоді та спорту Очаківської РДА[11]

## Публікації
- Твердовська Л. Історичними стежками Кінбурнської коси. Історико-етнографічний нарис. — Миколаїв: 2015. — 125 с.
- Твердовська Л. Історичними стежками Кінбурнської коси. Історико-етнографічний нарис / Любов Твердовська . — Миколаїв: Іліон, 2016. — 126 с.
- Твердовська Л П. Хроніки землі Кінбурнської/ Любов Твердовська.- Миколаїв: СПД Румянцева Г. В., 2019—108 с.
- Книга пам'яті Покровської сільської ради Очаківського району Миколаївської області. Друга світова війна в історії Кінбурнської коси": науково-дослідницька, пошукова робота / укл. Твердовьска Л. П. — Миколаїв: Іліон, 2019. -112 с.